# Apanteles talinum
Apanteles talinum är en stekelart som beskrevs av Jean Risbec 1951. Apanteles talinum ingår i släktet Apanteles och familjen bracksteklar. Inga underarter finns listade i Catalogue of Life.